# 伊巴赫 (瑞士)
伊巴赫（德語：Ibach），又譯宜溪鎮，是瑞士施維茨州施維茨區下轄市鎮施維茨境內的村庄，其位於施維茲市中心以南約1.5 km（0.93 mi）。瑞士軍刀生產商維氏創始於此，且其總部仍設於此地。

## 外部鏈接
- 伊巴赫居民聯合會（德文）